# Seogwipo
Seogwipo (hangul 서귀포, hanja 西歸浦) är en stad i den sydkoreanska provinsen Jeju, på den södra delen av ön med samma namn. Folkmängden var 190 200 invånare i slutet av 2018, varav 104 800 invånare bodde i själva centralorten. Kommunen utökades 2005 då staden slogs samman med landskommunen Namjeju.

## Administrativ indelning
Den centrala delen av kommunen består av stadsdelarna Cheonji-dong, Daecheon-dong, Daeryun-dong, Donghong-dong, Hyodon-dong, Jeongbang-dong, Jungang-dong, Jungmun-dong, Seohong-dong, Songsan-dong, Yeongcheon-dong och Yerae-dong. Resten av kommunen består av köpingarna Daejeong-eup, Namwon-eup och Seongsan-eup samt socknarna Andeok-myeon och Pyoseon-myeon.

## Sport
I stadsdelen Daeryn-dong finns fotbollsarean Jeju World Cup Stadium.

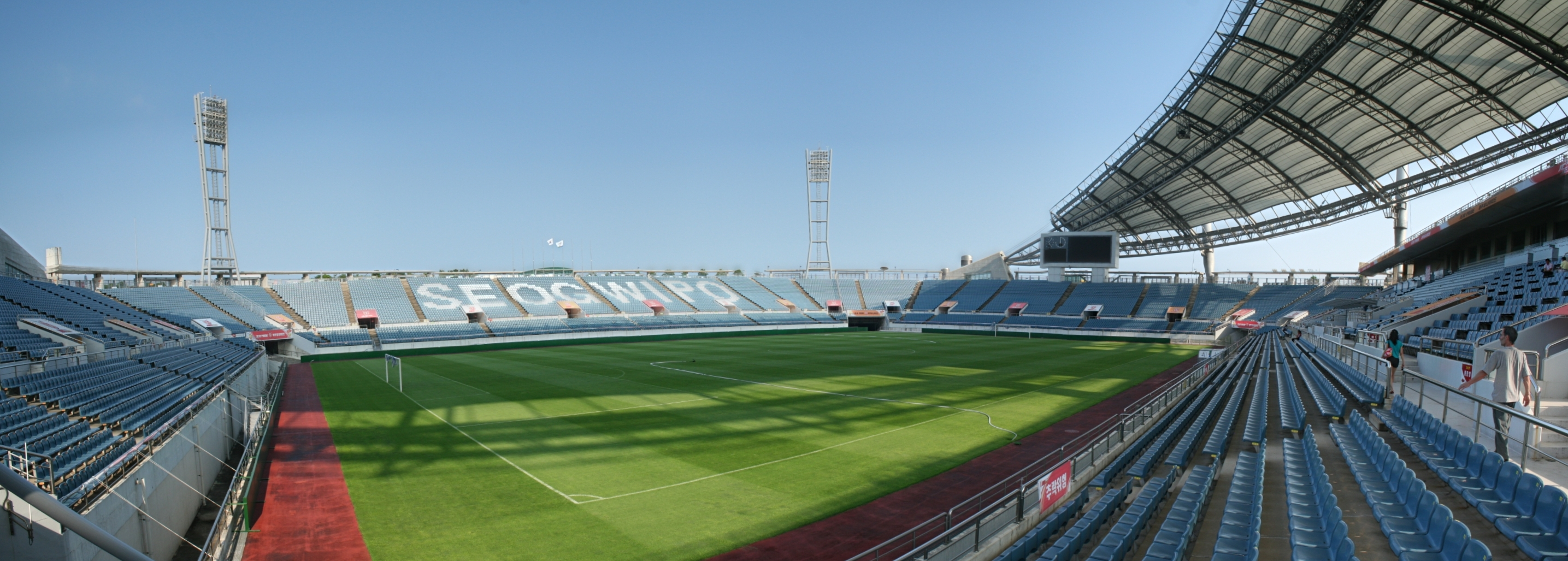
Jeju World Cup Stadium

## Bilder

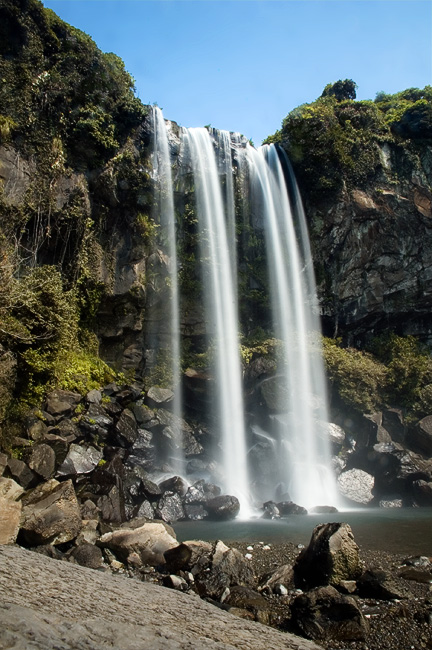
Jeongbang vattenfall
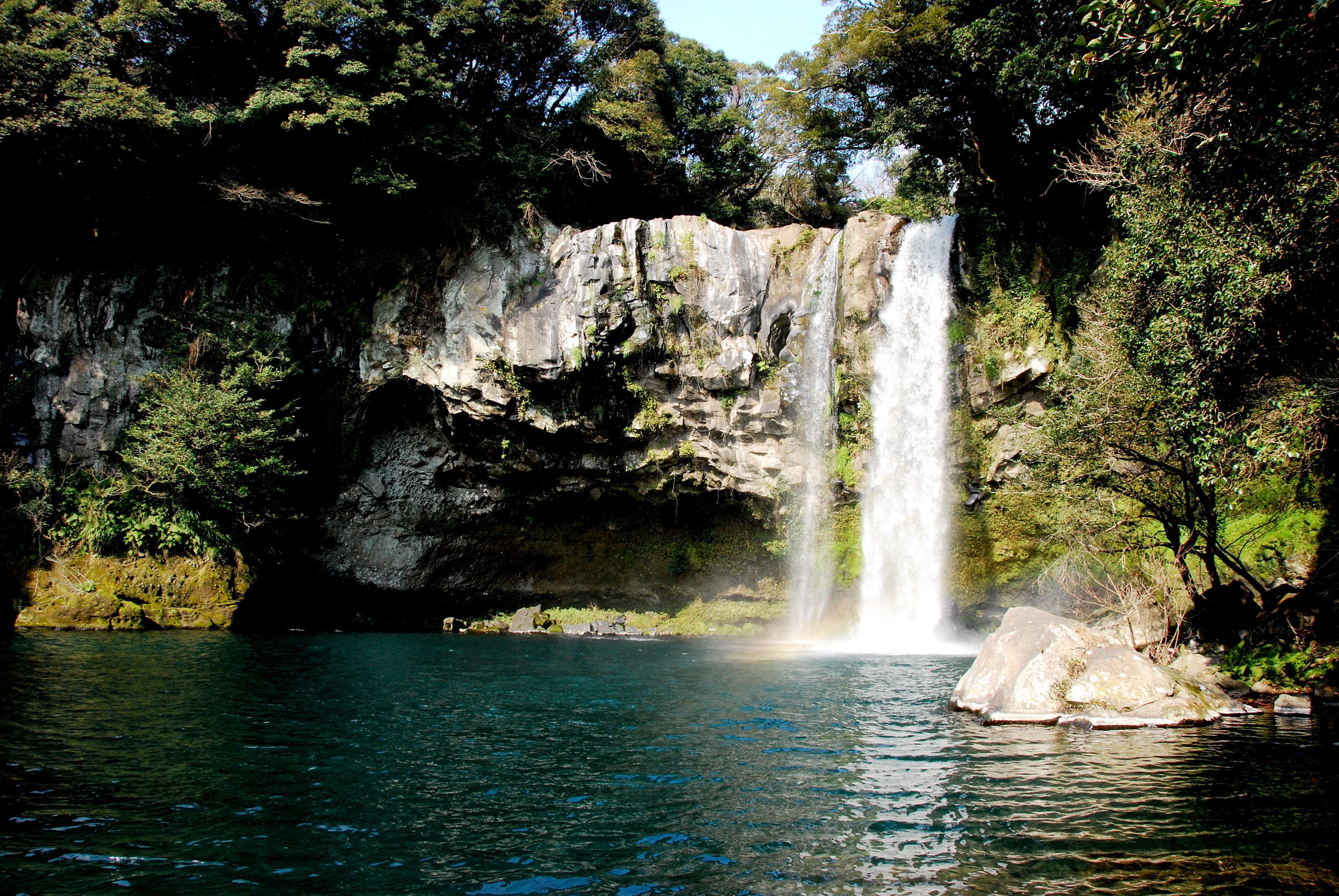
Cheonjiyeon vattenfall
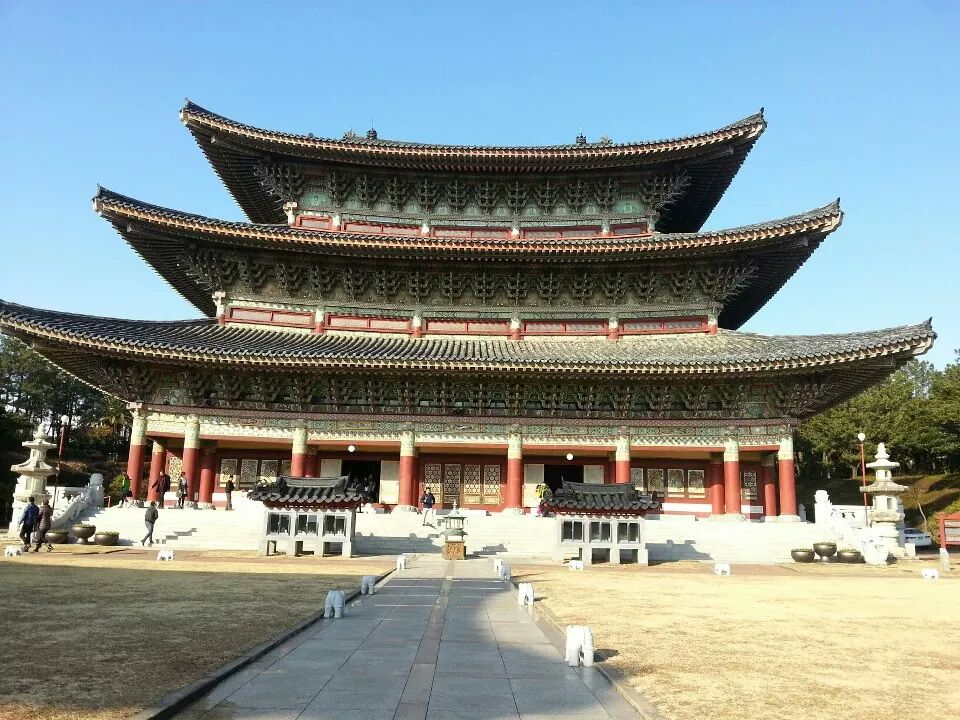
Buddhisttemplet Yakcheonsa